# اچ‌ام‌اس پومونی (۱۷۹۳)
اچ‌ام‌اس پومونی (۱۷۹۳) (به انگلیسی: HMS Pompee (1793)) یک کشتی است که طول آن ۱۸۲ فوت ۲ اینچ (۵۵٫۵۲ متر) می‌باشد. این کشتی در سال ۱۷۹۱ ساخته شد.